# El Rancho, Comayagua
El Rancho är en ort i Honduras.   Den ligger i departementet Departamento de Comayagua, i den västra delen av landet, 70 km norr om huvudstaden Tegucigalpa. El Rancho ligger 984 meter över havet och antalet invånare är 1 484.
Terrängen runt El Rancho är huvudsakligen kuperad, men västerut är den bergig. Runt El Rancho är det glesbefolkat, med 15 invånare per kvadratkilometer. Närmaste större samhälle är La Libertad, 14,5 km nordväst om El Rancho.  